# Conrad Setó
Conrad Setó es el nombre artístico con el que se reconoce a Josep Conrad Setó Martínez (Montblanch, Tarragona, 21 de abril de 1958), pianista, acordeonista y compositor español.

## Trayectoria artística
Estudió en los Conservatorios Municipal de Barcelona y del Liceu de Barcelona. En 1976 inicia su actividad como músico profesional y funda el grupo Tanit de música de cámara contemporánea, participando como pianista en diversas formaciones instrumentales. Ha participado en 250 producciones discográficas, diecisiete con música propia en su totalidad. Comentarista y crítico musical de las publicaciones "Stereo-play" y "Voice". En 1983 realizó su primer espectáculo interdisciplinar en el Festival Grec 1983 de Barcelona con la obra "Impressions Cromàtiques". Fue premiado por la Generalitat de Cataluña a la mejor edición discográfica (1986) por su doble elepé "Joc de dames". Ha sido director artístico de "Edicions Nova Era" (1989-1992). Fundador de grupos como "Edició especial", "Solstici", "Etérea", "1’27 Connexió".
Como compositor, su producción es muy extensa, más de 2100 obras para casi la totalidad de los instrumentos de orquesta sinfónica así como instrumentos tradicionales catalanes. Setó ha sido director artístico de "Grabacions marines" (2013-2017). Cofundador de "R-21 músic". Miembro fundador del colectivo de compositores de Tarragona "Mikrokosmos" (1998). Profesor y compositor residente en la AMTP (1998-2013). Ha colaborado como arreglista e instrumentista con músicos como Lluís Llach, Jordi Sabatés, Rafael Subirachs, Quico Pi de la Serra, Toti Soler, Núria Feliu, Marina Rossell, Ovidi Montllor, Laura Simó (Laura Simó & Conrad Setó Sound), Francesc Burrull, Joan Isaac, Ramon Muntaner o Miquel Pujadó, entre otros.

## Discografía[4]
- Magic - 1983
- Six Jours à Barcelone -Conrad Setó, Dominique Lawalree & Albert Giménez - 1983
- Duet: Àngel Pereira y Conrad Setó - 1985
- Joc De Dames - 1986
- Secuencias para la era de acuario - 1990
- L'Ebre: Somni, Música, Memòria - 1995
- El año del despertar - 2003
- Miquel Pujadó con Conrad Setó - Entre la veu i els dits - 2004
- La Mercería de Marcel Casellas - 2008
- Nexes - Música metagenèrica - Giuseppe Costa y Conrad Setó - 2016
- Nadales amb Swing -Joan Moliner & Conrad Setó Grup - 2017